# Peqin
Peqin è un comune albanese situato nella prefettura di Elbasan.
In seguito alla riforma amministrativa del 2015, a Peqin sono stati accorpati i comuni di Gjocaj, Karinë, Pajovë, Përparim e Shezë, portando la popolazione complessiva a 26.136 abitanti (dati censimento 2011).
Anticamente nota come Claudiana, Peqin deriva dal turco Bekleyin che significa ospitale.

## Sport
Gioca nella massima divisione del campionato di calcio albanese il Klubi Sportiv Shkumbini

## Monumenti e luoghi d'interesse
- Castello di Peqin
- Moschea di Abdurrahman Pasha
- Torre del orologio
- Chiesa ortodossa
- Chiesa protestante evangelica
- Palazzo della cultura "Ferdinand Deda"